# Гернет, Владимир Александрович
Владимир Александрович Гернет (1870—1929) — русский химик-винодел, директор Одесской винодельческой научно-опытной станции. Эсперантист.

## Биография
Родился 1 (13) июня 1870 года в Одессе. Его отец, Александр Христофорович Гернет (1835—1893) был секретарём городского головы г. Одессы, сотрудничал с «Одесским вестником», а впоследствии заведовал кишинёвским отделением «Одесского вестника»; собрал в Одессе уникальную библиотеку в 15 тысяч томов; за связи с народовольцами в 1879 году был сослан в Забайкалье. Его детей Владимира и Наталью взяла на воспитание жена младшего брата.
Получив в 1890 году свидетельство о среднем образовании в Ришельевской гимназии поступил на естественное отделение физико-математического факультета Новороссийского университета. На втором курсе университета он был исключен без права поступления и арестован за революционную деятельность. Однако в 1898 году сдал экстерном экзамены и стал работать в Одесской химической лаборатории сначала лаборантом, а затем — заведующим.
В 1904—1906 годах преподавал химию и товароведение в Коммерческом училище Г. Ф. Файга, расположенном на Торговой улице.
В 1910 году В. Е. Таиров предложил ему должность заместителя директора по науке Одесской винодельческой научно-опытной станции; с 1913 года он стал директором этой станцией; он также вёл курс энохимии на высших курсах при станции (1915—1917). В. А. Гернет обобщил и опубликовал результаты работы винодельческой станции за 20 лет её существования.
Автор трудов по анализу вина, концентрированию сусла и вина, их спиртованию, вымораживанию вина, утилизации виноградных выжимок, полевому опыту в виноградарстве. Под редакцией Гернета в 1915 году было напечатано «Руководство к исследованию виноградного вина».
С 1899 года Гернет сотрудничал с журналом «Вестник виноделия», в 1926 году вошёл в состав редколлегии журнала.
В 1901 и 1902 годах, жил летом на даче Гернета на Большом Фонтане И. А. Бунин.
Издавал журнал «Вестник опытной физики и элементарной математики», где помещал и свои статьи. Был членом городского общества заботы о детях. Был основателем и первым председателем одесского городского общества «Эсперо» (1894—1897). Переписывался с создателем эсперанто Л. Заменгофом. Был соучредителем газеты Lingvo Internacia. Сотрудничал с La Esperantisto, L'E-iste и другими изданиями. Перевёл на эсперанто: Fantomoj de Korolenko (1896); Pentraĵoj el vojaĝo de Heine (1897).
Умер 7 февраля 1929 года.

## Память
В июле 2011 года в Институте виноградарства и виноделия В. Э. Таирова в честь Гернета была открыта памятная доска с текстом на русском языке и эсперанто.